# Тихола
Тихола (на испански: Tíjola) е населено място и община в Испания. Намира се в провинция Алмерия, в състава на автономната област Андалусия. Общината влиза в състава на района (комарка) Вале дел Алмансора. Заема площ от 70 km². Населението му е 3955 души (по данни от 2010 г.). Разстоянието до административния център на провинцията е 165 km.

## Демография
| 1998 | 1999 | 2000 | 2001 | 2002 | 2003 | 2004 | 2005 | 2006 | 2007 |
| ---- | ---- | ---- | ---- | ---- | ---- | ---- | ---- | ---- | ---- |
| 3796 | 3796 | 3757 | 3787 | 3814 | 3798 | 3755 | 3820 | 3877 | 3949 |